# مغاربيون

شعار اتحاد المغرب العربي ويضم الدول المشكلة للإتحاد.

المغاربيون هم سكان دول المغرب العربي الكبير الواقعة في غرب شمال أفريقيا (ليبيا، تونس، الجزائر، المغرب، موريتانيا). إلى جانب منطقة الصحراء الغربية المتنازع عليها، ويتكون الجزء الأكبر من السكان المغاربيين بالدرجة الأولى من شعب الليبو (المعروف أيضًا منذ العصور الوسطى باسم البربر ) - وينتمون إلى العرق القوقازي الأبيض وهم أول البشر المعاصرين المستقرين في شمال أفريقيا، ولكن أيضًا تتكون من الأشخاص من الأصول الفينيقية (القرطاجيين)، ومن الأصول الرومانية (أفريقيا الرومانية)، ومن الأصول اليونانية (أفريقيا البيزنطية)، ومن الأصول المصرية والعربية (الفتح الإسلامي لشمال أفريقيا)، ومن الأصول الإيبيرية، ومن الأصول الإيطالية (الهجرة إلى تونس وليبيا والجزائر)، ومن الأصول التركية، ومنطقة البلقان أو غيرها.

## تسمية
المَغَارِبيون (بالإنجليزية: Maghrebi، بالفرنسية: Maghrébin) المنسوب إلى المنطقة المغاربية، ظهر هذا المصطلح أواسط عام 1987 واستعملته إذاعة البحر الأبيض المتوسط الدولية للتفريق بين ما ينسب إلى المغرب العربي وما ينسب إلى المغرب، حيث كانت قديما تسمية مغربي تقابل مشرقي، والتصنيف الجغرافي الإسلامي كان يجزأ منطقة المغرب العربي حالياً؛ إلى ثلاثة أقسام: المغرب الأقصى (المغرب حاليا)، والمغرب الأوسط (الجزائر حاليا)، والمغرب الأدنى (وهي تونس وليبيا حاليا)،